# Meister des Bambino Vispo

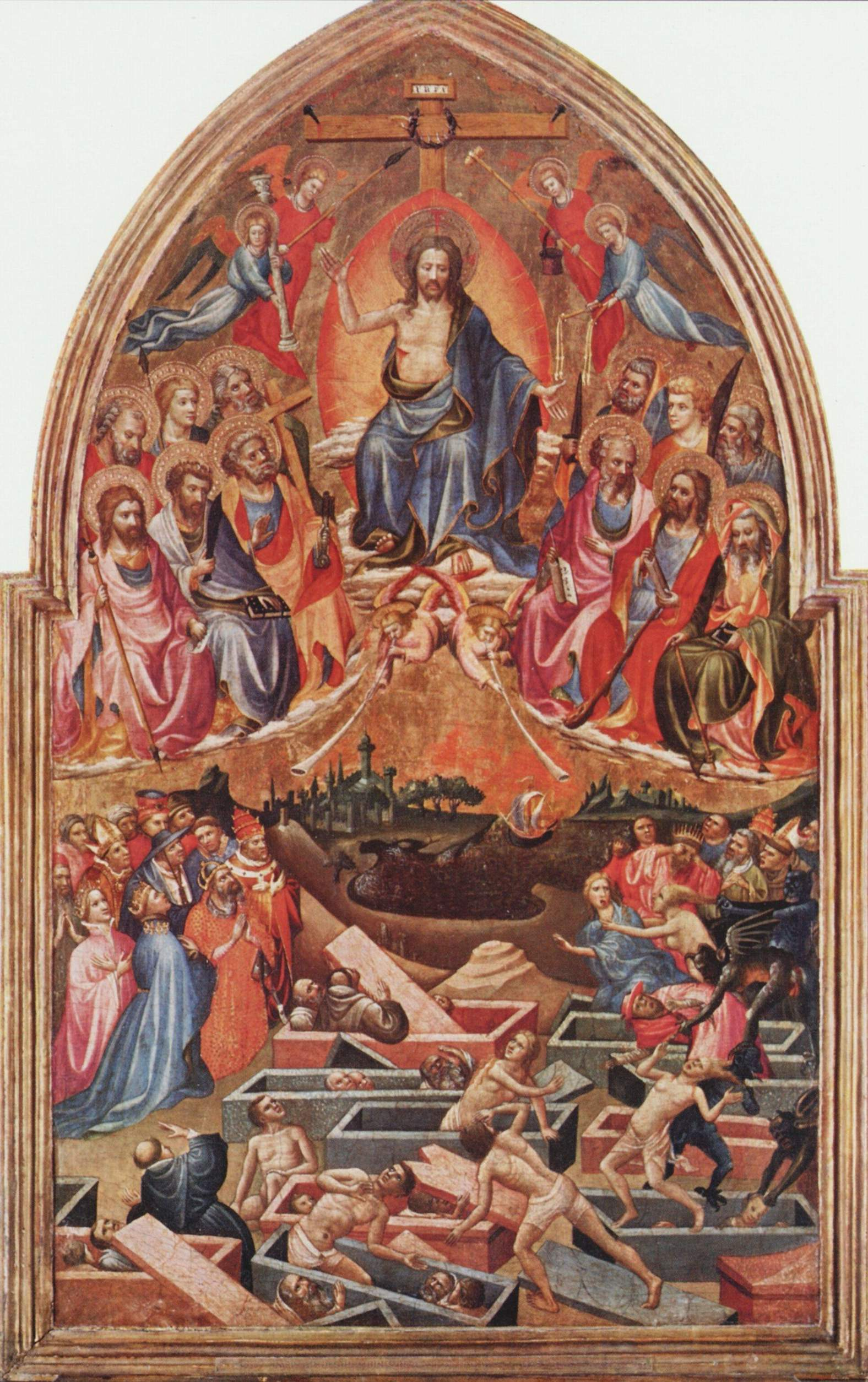
Meister des Bambino Vispo: Jüngstes Gericht, um 1422

Der namentlich nicht bekannte Künstler Meister des Bambino Vispo (Meister des lebhaften Jesuskindes) war ein gotischer Maler, der im frühen 15. Jahrhundert eventuell in Florenz tätig war. Er erhielt seinen Notnamen nach der wiederholten Darstellung eines lebhaften Jesuskindes (italienisch Bambino Vispo) auf seinen Bildern der Muttergottes. 
Nicht unumstritten wird in ihm der spanische Maler Miguel Alcañiz oder häufiger der italienische Maler Gherardo Starnina gesehen. Vergleichbare Werke entstanden bei seinen florentinischen Zeitgenossen Lorenzo Monaco, Agnolo Gaddi und bei dem Meister der Madonna Straus.

## Werke (Auswahl)
- Jungfrau mit Kind, Heiligen und Engeln, Florenz, Accademia di Belle Arti Firenze
- Jungfrau mit Kind (Virgin of Humility:, Philadelphia, Philadelphia Museum of Art)
- Jungfrau mit Kind, Heiligen und musizierenden Engeln, Rom, Galleria Doria Pamphili
- Jüngstes Gericht, München, Alte Pinakothek
- Madonna mit dem Kind (unter Gherardo Starnina), Florenz, Galerie der Uffizien, Inv. 1890 Nr. 6270[6]